# Daniel Atger
Pour les articles homonymes, voir Atger.
Daniel Atger, né le 20 mai 1923 à Intres et mort le 20 mars 1988 à Paris 16e, est un pasteur protestant français. Il est aumônier protestant dans le maquis du Vercors en juin 1944 et président de la Cimade de 1968 à 1970.

## Biographie
Daniel Atger naît en Ardèche, dans une famille pastorale : son père Georges Atger est pasteur, son arrière-grand-père, Thomas Arbousset, est missionnaire au Lesotho, avec Eugène Casalis, puis à Tahiti où le rejoint son gendre, Émile Atger, grand-père paternel de Daniel Atger. 
Daniel Atger passe son enfance à Tournon puis à Grenoble où il fait ses études secondaires au lycée Champollion. À Grenoble, il est membre de la « Fédé » et, sous l'influence de Charles Westphal, pasteur à Grenoble depuis 1939, découvre le barthisme, l'Église confessante allemande et décide de devenir pasteur. Il commence ses études à la faculté de théologie protestante de Montpellier en 1940, et prépare une licence de philosophie à la faculté des lettres. 
À l'automne 1943, il est desservant pastoral de Valréas, puis est pasteur du maquis du Vercors en juin 1944,. Durant la campagne d'Allemagne, il est aumônier de la 1ère armée. Il est ensuite aumônier militaire en Indochine en 1946-1947. Il achève ses études de théologie à Montpellier et soutient sa thèse de baccalauréat. En 1949, il épouse Nancy Fallot, nièce du pasteur Tommy Fallot, elle-même membre du mouvement Jeunes Femmes puis secrétaire générale du musée du protestantisme dauphinois du Poët-Laval. 
Il est nommé pasteur à Dieulefit en septembre 1949, puis à Lyon, de 1957 à 1958. Il est président de la région Rhône-Alpes de l'Église réformée de France (ERF) de 1958 à 1970. Il participe au groupe œcuménique des Dombes de 1957 à 1987. En 1970, il rejoint la paroisse de Passy-Annonciation, à Paris. Il est président de la Cimade de 1969 à 1971, membre du conseil national de l'ERF de 1968 à 1977, et représentant de l'ERF au conseil de la Fédération protestante de France de 1970 à 1973. Il meurt en 1988 à Paris et est inhumé à Dieulefit.

## Publications
- « Vous n'êtes plus des étrangers » : paroles pour l'unité des chrétiens, Paris, Les bergers et les mages, 1991
- « Pasteur », dans Pierre Bolle, François Delpech, Monique Luirard, et Xavier de Montclos (éd.), Églises et chrétiens dans la Seconde Guerre mondiale, La Région Rhône-Alpes, 1978, p. 87-294.
- (coll.) La Traversée d'un siècle 1881-1981. L'Église réformée de l'Annonciation, avec Jacques Maury, Philippe Boegner, Philippe Soullier, Paris, Passy-Annonciation, 1981, 172 p.